# Stephanotis suaveolens
Stephanotis suaveolens là một loài thực vật có hoa trong họ La bố ma. Loài này được (Blume) Benth. & Hook. f. ex K. Schum. miêu tả khoa học đầu tiên năm 1895.